# Мамам, Шериф Туре
Шериф Туре Мамам (фр. Chérif Touré Mamam; род. 13 января 1981) — тоголезский футболист, выступавший на позиции полузащитника за сборную Того и целый ряд клубов.

## Клубная карьера
Шериф Туре Мамам начинал карьеру футболиста в Германии. В 1996 году он стал игроком немецкого «Нюрнберга». 24 августа 1997 года тоголезец дебютировал во Второй Бундеслиге, выйдя на замену после перерыва в домашнем матче против клуба «Карл Цейсс Йена». В 1998 году он перешёл во французский «Олимпик Марсель», но за команду в официальных матчах так и не сыграл. В 1999 году Шериф Туре Мамам стал футболистом эмиратской «Аль-Джазиры». Потом в его карьере были эмиратский «Аль-Наср», шотландский «Ливингстон», французский «Мец» и алжирский «МК Алжир».

## Карьера в сборной
Шериф Туре Мамам выступал за сборную Того на Кубке африканских наций 1998 в Буркина-Фасо, где сыграл во всех трёх матчах команды на турнире: с ДР Конго, Ганой и Тунисом. На Кубке африканских наций 2000 в Гане он также провёл все три игры Того на турнире: с Кот-д’Ивуаром, Ганой и Камеруном.
8 июня 2003 года Шериф Туре Мамам забил свой первый гол за национальную команду, выведя свою команду вперёд в счёте в домашней игре с Кабо-Верде, проходившей в рамках отборочного турнира Кубка африканских наций 2004. На Кубке африканских наций 2006 в Египте он вновь сыграл во всёх трёх матчах своей команды на турнире: с ДР Конго, Камеруном и Анголой. В поединке с ангольцами Шериф Туре Мамам на 67-й минуте сравнял счёт, но тоголезцы в итоге проиграли.
Яо Азьявону был включён в состав сборной Того на чемпионат мира по футболу 2006 года в Германии. На турнире он провёл все три матча своей команды на турнире: с Южной Кореей, Швейцарией и Францией.